# 광복절 특사
《광복절 특사》(영어: Jail Breakers)는 김상진 감독과 박정우 작가 콤비의 3번째 합작 영화로 주연은 설경구(유재필 역), 차승원(최무석 역)이 맡았다. 이 영화에서 송윤아가 기존의 단아한 이미지와는 달리 망가지는 연기로 제대로 이미지 변신을 하며,  대종상, 청룡영화상 등의 영화제 여우조연상을 수상하기도 했다. 전국관객 310만 관객을 모으며, 흥행에도 성공했다.

## 줄거리
가진 거라곤 건장한 몸뚱이 하나가 전부인 최무석. 모범적으로 자전거로 배달일을 하던 중 불의의 교통사고를 당해 유일한 재산이나 다름없던 몸마저 못쓰게 되면서 졸지에 백수가 됐다. 하루는 길을 걷다 배고픈 충동을 이기지 못하고 가게에서 파는 빵을 마음대로 훔치다가 결국 절도죄로 경찰에 체포되어 1년 2개월 형을 선고받고 수감됐다. 답답한 감옥생활을 1분 1초도 견디기 힘들었던 그는 계속해서 탈옥을 시도하지만 번번이 실패했고 그러는 사이 형량은 점점 늘어나 8년형이 됐다. 
할 줄 아는 거라곤 사기치는 일이 전부인 유재필. 옥중생활을 하는 사이 연인 경순이 짭새와 결혼한다는 소식을 접한다. 이를 듣고 완전히 뚜껑이 열린 그는 마침 무석이 숟가락으로 파놓은 구덩이를 통해 함께 탈옥을 하게 된다. 간신히 감옥을 빠져나와 자유를 만끽하는 두 사람. 그런데 신문을 보던 두 사람은 기막힌 사실을 알아낸다. 바로 광복절 특사 명단에 자신들 이름이 있는 것이었다. 그간 준비해둔 탈옥이 순식간에 물거품이 됐지만 경순과 짭새가 이대로 결혼하는 걸 볼 수 없었던 재필은 돌아가기를 거부한다.

## 등장 인물

### 중심 인물
- 유재필 : 설경구 - 이 영화의 메인 남주인공.
- 최무석 : 차승원 - 이 영화의 서브 남주인공.
- 한경순 : 송윤아 - 이 영화의 여주인공.

### 주변 인물
- 용문신 : 강성진
- 보안과장 김치국 : 강신일
- 추무승(짭새) : 유해진
- 소장 : 이희도
- FM : 박정학
- 철구 : 장태성

### 교도소 내 사람들
- 교도대장 : 권태원
- 교무과장 : 김영웅
- 작업과장 : 김재흠
- 보안과 교도관 : 전수환, 서진원, 방정식, 이재구, 서문경, 김훈호, 서한승, 박순갑, 정용식, 황기원, 원풍연
- 학규 : 김학규
- 왕근 : 김왕근
- 상홍 : 이상홍
- 무석사방 : 김형일, 정동우, 이재석
- 꼴통교도 : 박선우, 김윤성

### 교도소 외 사람들
- 야당의원 : 이석구, 김응수, 조규성, 김수인
- 소장 선배 : 송민형
- 보좌관 : 전정훈, 노준호
- 택시기사 : 한성식
- 택시기사 부인 : 남현
- 빵가게 주인 : 이종래
- 빵가게 직원 : 이용준
- 시장빵 주인 : 이정학
- 경순식당 주인 : 현숙희
- 지방식당 주인 : 최민금
- 기방경찰 : 방길승
- 탁송 트럭기사 : 김경룡
- 순경 친구 : 주우
- 웨딩샵 주인 : 노정아
- 교회 목사 : 최성은
- 뉴스 기사 : 김희준 (YTN)
- 뉴스 카메라맨 : 권석재 (YTN)
- 뉴스 앵커 : 이광연 (YTN)

## 제작진
- 감독 : 김상진
- 조감독 : 백상열
- 연출부 : 조영민, 최한기, 임경호, 최안나
- 기록 : 이정화
- 각본 : 박정우
- 원안 : 김형준
- 촬영 : 정광석 김동천
- 촬영부 : 윤명식, 이상수, 추경엽, 김완식, 전재욱, 차영미
- 조명 : 박민
- 조명부 : 김국, 김은미, 유홍준, 강승효, 이준식, 박해리, 공대현, 장서두
- 그립 : 황창기
- 키그립 : 정일서
- 기획 : 강우석
- 제작 : 김상진
- 프로듀서 : 이민호
- 제작실장 : 정선영
- 제작부장 : 국수란, 김진휘, 김진
- 제작부 : 강영웅, 서지혜, 김형석, 박대희, 윤종오
- 제작관리부문 : 최선희 조은아
- 동시녹음 : 오세진
- 붐오퍼레이터 : 김성훈
- 음악 : 손무현
- 아트디렉터 : 장연선
- 미술 : 조성원, 오상만
- 미술팀 : 안수진, 홍승진
- 세트팀 : 이치우, 이홍복, 김보관, 이광봉, 최홍섭, 나병진, 김민수
- 소품 : 김효진, 김윤영
- 소품팀 : 박호진
- 특수효과 : 정도안 (데몰리션)
- 특수효과팀 : 이희경, 유영일, 방성철, 박경수, 최정욱, 김병기, 홍장표, 이재홍, 김만성
- 시각효과 : 메커드
- 분장 : 배미남
- 분장팀 : 정미영, 조미진
- 헤어 : 최가을
- 의상 : 신승희
- 편집 : 고임표
- 네가편집 : 최현숙, 조세영
- 녹음부 : 이호만
- 마케팅부문 : 김희정, 지미향, 김진영, 황지현, 강선주, 유연실, 양희순
- 무술감독 : 김광수
- 색보정 : 신충섭
- 무술팀 : 한정현, 김태환, 이형길, 이영우, 백경찬, 황인범, 차재근, 박경오, 강춘현
- 발전차 : 박경오, 강춘현
- 스퀴즈코디네이터 : 조명배
- 시각효과부문 : 매커드, 문병용, 한상선, 이상길, 이상화, 이용구, 이원, 이득진, 서성길, 장현의, 이명원, 최호용
- 아비드편집 : 김세정
- 예고편 : 장성호, 한동성, 이재선
- 운송 : 정진국, 정상국
- 음악부문 : 오석준, 전용석, 이오엔터, 조규범, 이지원, 이성열, 전훈, Mocde, 정민재, 이진희, 김미선, 유일환, 박제민, 김형선, 최충식, 이종민, 염정윤, 서현영, 전종혁, 오원철, 최태영, 이인규, 김영록, 이인규, 김영록, 박용기, 이승엽, 노현진, 김재경
- 의상팀 : 이무희, 위진선, 이은지
- 자막 : 주광동
- 촬영B팀 : 이천도, 장재기, 최덕규, 김성환
- 카스턴트 : 장호중, 류정석, 이재명, 문정수
- 필름 : 홍성곤
- 헤어팀 : 김보성
- 현상부문 : 신충섭, 김남준, 양동욱, 남형석, 김동기, 정민구, 서충환
- 매니저부문 : 방경일, 김인준, 심정은, 함정엽, 김상훈, 황경수, 김형수, 김영관, 고현우, 박신, 신정용, 유원제, 서희승
- 메이킹 : 조용관, 황병헌
- 보조출연 : 나눔기획, 김병인, 최재호, 장현진
- 배역 : 조성기
- 로케이션지원 : 한화성, 손동오, 신용남, 장덕진, 김성일, 신민식, 오현경
- 사운드슈퍼바이저 : 오원철
- 3D 애니메이션 : 이상구, 이상화, 이용구, 이원

## 사운드 트랙
| #            | 제목                             | 가수            | 재생 시간 |
| ------------ | -------------------------------- | --------------- | --------- |
| 1.           | 〈분홍립스틱 (Dance Ver.)〉      | 송윤아          | 4:08      |
| 2.           | 〈분홍립스틱 (Bossa Nova Ver.)〉 | 김현철, 도희선  | 4:02      |
| 3.           | 〈분홍립스틱 (Techno Ver.)〉     | 도희선          | 4:11      |
| 4.           | 〈분홍립스틱 (Remix Ver.)〉      | 도희선          | 3:49      |
| 5.           | 〈다시〉                         | 도희선          | 3:45      |
| 6.           | 〈교도소 전경〉                  | Various Artists | 1:28      |
| 7.           | 〈무석의 테마〉                  | Various Artists | 1:45      |
| 8.           | 〈탈옥시도〉                     | Various Artists | 2:03      |
| 9.           | 〈용문신 등장〉                  | Various Artists | 0:44      |
| 10.          | 〈땅굴속의 두사람〉              | Various Artists | 2:20      |
| 11.          | 〈탈옥성공〉                     | Various Artists | 1:55      |
| 12.          | 〈마네킨 탈취〉                  | Various Artists | 0:42      |
| 13.          | 〈재필의 담배 한 모금〉          | Various Artists | 0:47      |
| 14.          | 〈광란〉                         | Various Artists | 0:37      |
| 15.          | 〈경순 납치〉                    | Various Artists | 0:40      |
| 16.          | 〈경순 도망〉                    | Various Artists | 1:27      |
| 17.          | 〈대통령 특사〉                  | Various Artists | 0:44      |
| 18.          | 〈죄수들의 폭동〉                | Various Artists | 3:51      |
| 19.          | 〈재필의 테마〉                  | Various Artists | 1:04      |
| 20.          | 〈전경 VS 죄수들〉               | Various Artists | 1:06      |
| 21.          | 〈월담 시도〉                    | Various Artists | 1:35      |
| 22.          | 〈고백〉                         | Various Artists | 0:43      |
| 23.          | 〈월담 성공〉                    | Various Artists | 1:12      |
| 24.          | 〈상황 종료〉                    | Various Artists | 3:49      |
| 25.          | 〈사랑과 야망〉                  | 광복절밴드      | 3:44      |
| 26.          | 〈The Life〉                     | 광복절밴드      | 3:56      |
| 총 재생 시간 | 총 재생 시간                     | 총 재생 시간    | 60:06     |

## 수상 정보
- 2002년 제23회 청룡영화상
  - 각본상
  - 여우조연상 송윤아개
- 2003년 제39회 백상예술대상
  - 영화부분 남자 최우수연기상 차승원호랑이
- 2003년 제11회 춘사영화대상
  - 여우조연상 송윤아개
- 2003년 제40회 대종상
  - 촬영상
  - 여우조연상 송윤아개